# Glasflügel Libelle (H-301)
Die Glasflügel H-301 Libelle ist ein einsitziges Segelflugzeug der Firma Glasflügel Segelflugzeugbau GmbH.

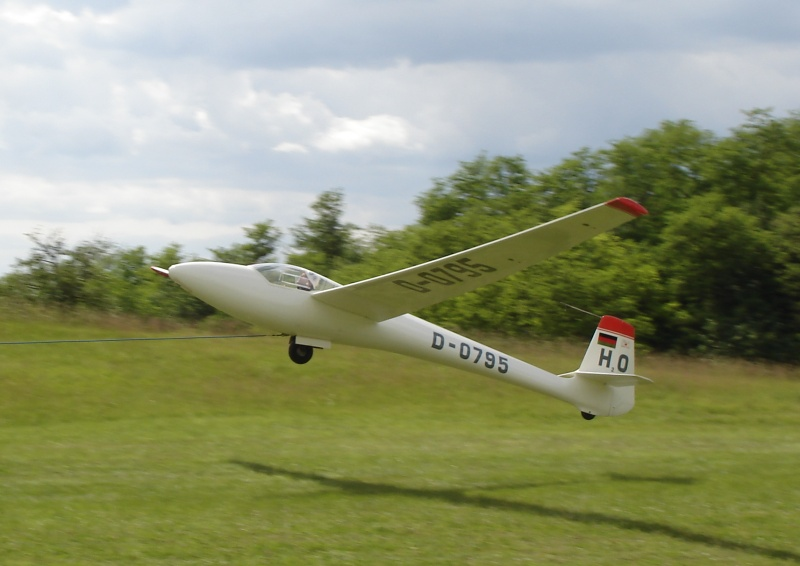
H-301 Libelle im Windenstart

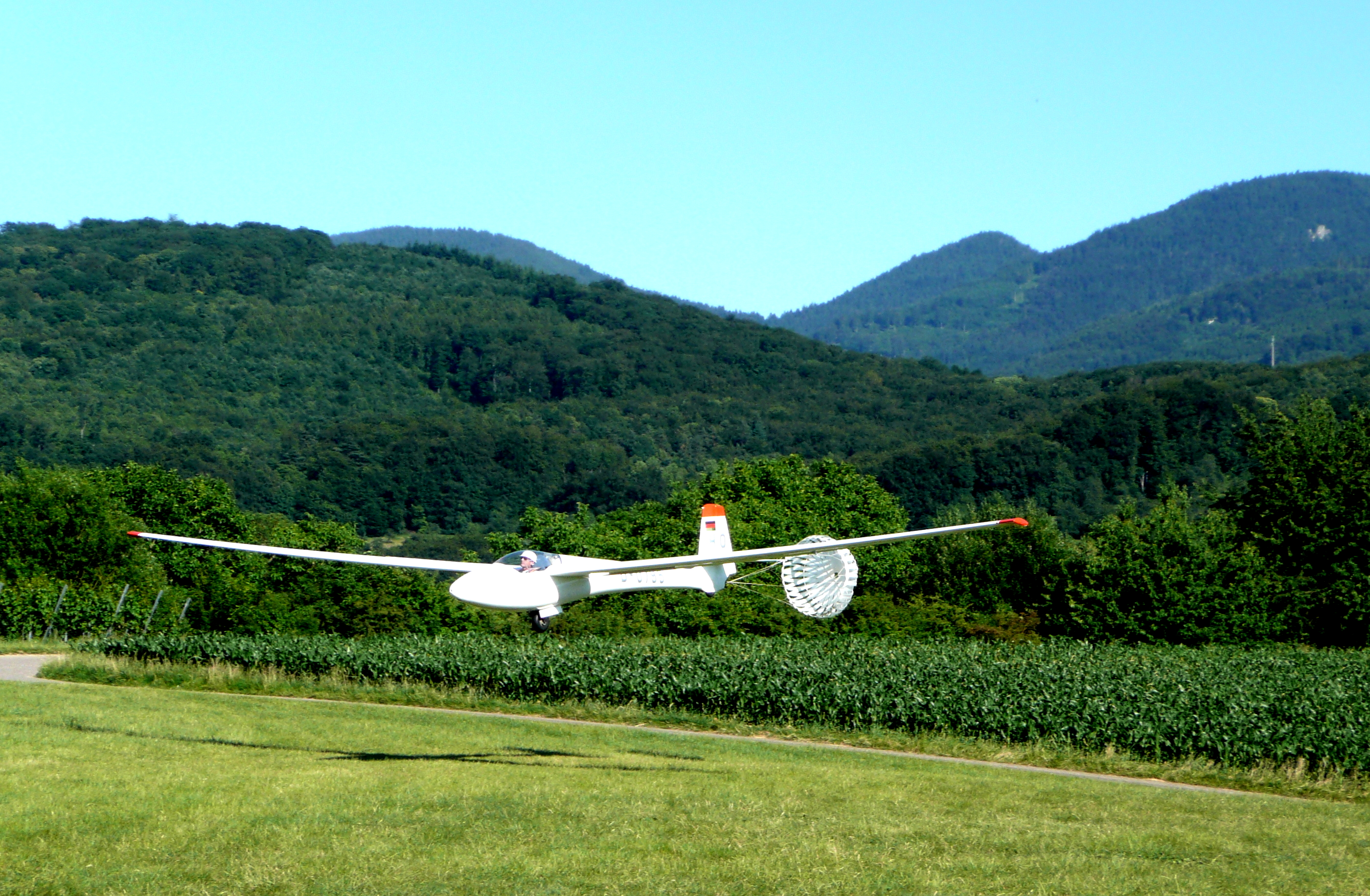
H-301 Libelle mit geöffnetem Bremsschirm

## Geschichte
Die H-301 wurde von 1964 bis 1969 hergestellt und war das erste Kunststoff-Flugzeug, das in größerer Stückzahl (erstmals mehr als 100) gebaut wurde. Sie war der 1975 neugeschaffenen Rennklasse um viele Jahre voraus. Die H-301 diente der Baureihe 20X Libelle als Vorlage.

## Konstruktion
Die H-301 ist ein Segelflugzeug mit Wölbklappen und einer Flügelspannweite von 15 Metern. Sie ist (wie auch der Janus) mit einem Bremsschirm ausgestattet, der sich im unteren Teil des Seitenruders befindet. Dies ermöglicht dem Piloten, kürzer zu landen, was für Außenlandungen vorteilhaft ist, da so Schäden am Flugwerk begrenzt werden können (wobei die meisten Außenlandungen schadenfrei ablaufen).

## Technische Daten
| Kenngröße         | Daten                        |
| ----------------- | ---------------------------- |
| Konstrukteur      | Wolfgang Hütter, Eugen Hänle |
| Spannweite        | 15,00 m                      |
| Flügelfläche      | 9,50 m²                      |
| Flügelstreckung   | 23,6                         |
| Rumpflänge        | 6,20 m                       |
| Leitwerk          | Kreuzleitwerk                |
| Bauweise          | GfK                          |
| Leermasse         | 180 kg                       |
| max. Zuladung     | 120 kg                       |
| max. Startmasse   | 300 kg                       |
| Flächenbelastung  | 31,60 kg/m²                  |
| Vmin              | 65 km/h                      |
| Va                | 150 km/h                     |
| Vne               | 200 km/h                     |
| Vmax Winde        | 120 km/h                     |
| Vmax F-Schlepp    | 140 km/h                     |
| Geringstes Sinken | 0,55 m/s bei 75 km/h         |
| Bestes Gleiten    | 39 bei 95 km/h               |
| Profil            | Wolfgang Hütter              |